# Har du blodets kraft förnummit i din själ
Har du blodets kraft förnummit i din själ är en sång från 1881 med text och musik av Elisha Albright Hoffman. I Frälsningsarméns sångböcker 1907 & 1929 fanns det en tidigare översättning där sångens inledningsfras löd Har du blodets kraft väl känt.

## Publicerad i
- Musik till Frälsningsarméns sångbok 1907 som nr 195
- Frälsningsarméns sångbok 1929 som nr 117 under rubriken "Helgelse - Helgelsens verk".
- Frälsningsarméns sångbok 1968 som nr 155 under rubriken "Helgelse".
- Frälsningsarméns sångbok 1990 som nr 341 under rubriken "Frälsning".
- Sångboken 1998 som nr 39.